# Plaza del Cinco de Oros
La plaza del Cinco de Oros (en catalán: plaça del Cinc d'Oros), anteriormente llamada plaza de Juan Carlos I (en catalán: plaça de Joan Carles I), se encuentra en el distrito del Ensanche, en Barcelona (España). Está situada en la intersección entre la avenida Diagonal y el paseo de Gracia. 

## Historia y descripción

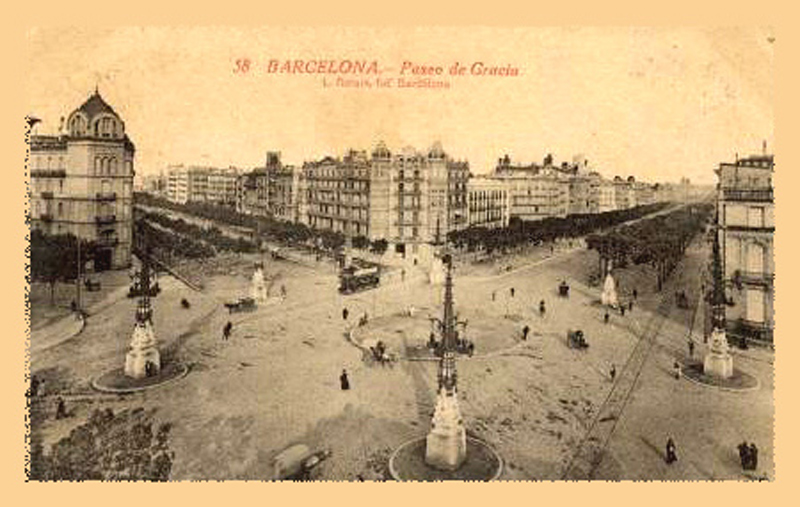
El Cinco de oros

Esta plaza no estaba proyectada en el Plan de Ensanche de Ildefonso Cerdá, ya que en realidad no es una plaza como tal, sino el espacio de intersección entre la avenida Diagonal y el paseo de Gracia. Antes de tener un nombre oficial la zona era conocida como el «Cinco de Oros» (en catalán: Cinc d'Oros), ya que tenía cuatro rotondas en cada esquina y una más grande en el centro, con lo que en vista aérea recordaba esa carta de naipe. En 1906 la zona fue urbanizada por el arquitecto municipal Pedro Falqués, quien situó un conjunto de seis farolas dispuestas alrededor de la rotonda central. Posteriormente, el aumento del tráfico en este céntrico cruce hizo que se retirasen las farolas en 1957, que más tarde fueron recolocadas en la avenida de Gaudí (1985).

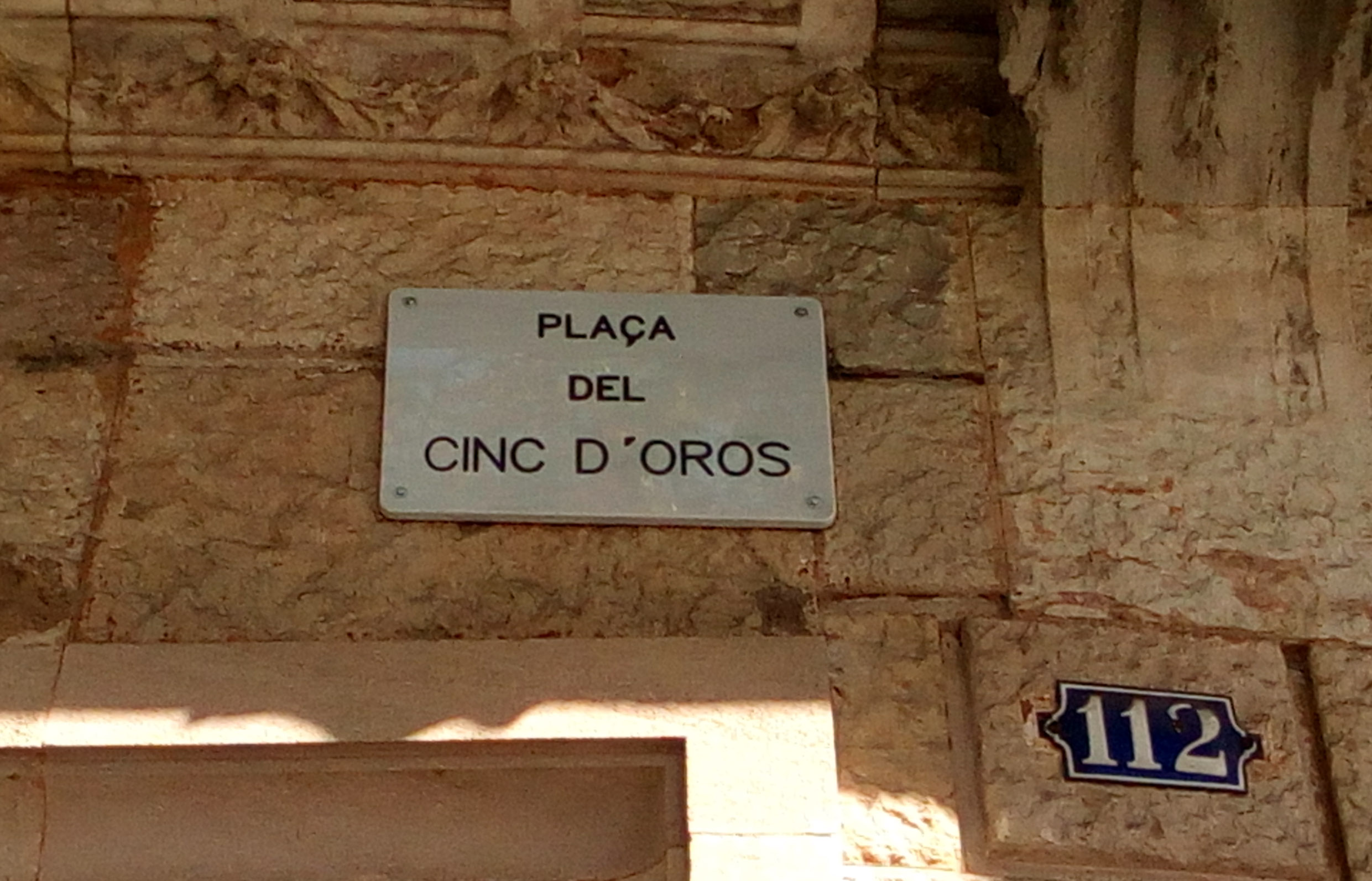
Placa con el odónimo de la plaza

En 1915 surgió la idea de erigir en el lugar un monumento dedicado a Francisco Pi y Margall, presidente de la Primera República Española. El 19 de septiembre de 1915 se colocó la primera piedra, en un acto presidido por el primer teniente de alcalde —y alcalde accidental en ese momento— Juan Pich y Pon, pero al producirse unos altercados entre republicanos y catalanistas el proyecto quedó postergado. En 1917 se retomó el proyecto, y se encargó la confección de la obra a Miguel Blay, quien esbozó un gran conjunto escultórico con un busto del presidente republicano, aunque nuevamente el proyecto quedó en suspenso con la llegada de la dictadura de Primo de Rivera.

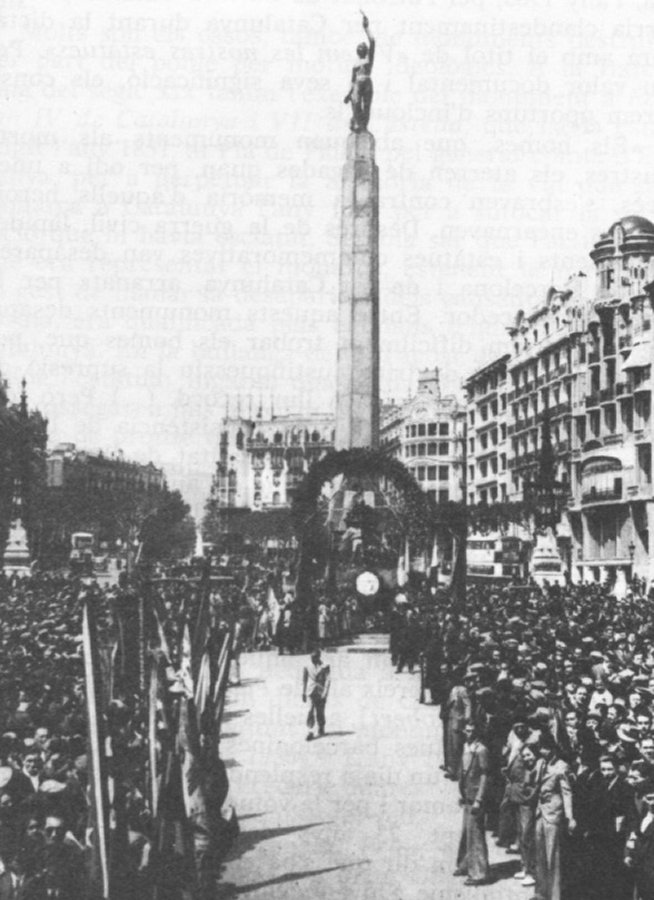
Inauguración del monumento a la República, 12 de abril de 1936

Con la llegada de la Segunda República la plaza recibió su primer nombre oficial: plaza de Pi i Margall, en honor al presidente republicano. Entonces se volvió a retomar el proyecto del monumento, aunque se descartó la obra de Blay, que había quedado un poco pasada de moda. En 1932 se organizó un concurso público, que ganó Josep Viladomat, con una imagen de la República en forma de desnudo femenino con un gorro frigio, con el brazo levantado y llevando un ramo de laurel, que fue elaborada en 1934 en bronce. Se integraba entonces en un conjunto con un obelisco —conocido como el lápiz—, de 20 m de altura y realizado en granito gris, diseñado por los arquitectos municipales Adolf Florensa y Joaquim Vilaseca; además de un medallón de Joan Pie dedicado a Pi y Margall. El monumento fue inaugurado por el presidente de la Generalidad Lluís Companys el 12 de abril de 1936.
Tras la Guerra Civil, el 13 de abril de 1939 las autoridades franquistas retiraron la estatua y el medallón, que fueron sustituidos por una alegoría de la Victoria de Frederic Marès, junto a un escudo franquista y una águila en su parte superior, y rebautizaron el lugar como plaza de la Victoria. Igualmente, cambiaron la inscripción «Barcelona a Pi i Margall» por «A los heroicos soldados de España que la liberaron de la tiranía rojo-separatista. La ciudad agradecida». El águila, de tosca realización, era llamada burlonamente por los baceloneses el Gran Loro, y la plaza fue conocida popularmente como «plaza del Loro». Por ello, fue retirada al poco tiempo.
La estatua de la República y el medallón no fueron destruidos, sino que fueron guardados en un almacén municipal. Con la llegada de la democracia, el Ayuntamiento de Barcelona repuso la obra, pero no en su emplazamiento original, sino que se situó en la plaza de la República. Por lo que respecta al obelisco, en 1979 se retiró el escudo franquista, mientras que la estatua de la Victoria fue retirada en 2011. Actualmente queda tan solo el obelisco, desprovisto de ninguna dedicación específica.
En 1981 la plaza fue dedicada a Juan Carlos I, rey de España entre 1975 y 2014, tras los sucesos del golpe de Estado del 23 de febrero de 1981. El cambio de nombre fue aprobado el 27 de febrero de 1981.
El 23 de septiembre de 2016 el Ayuntamiento de Barcelona, presidido por la alcaldesa Ada Colau, aprobó el cambio de nombre de la plaza por Cinco de Oros, su anterior nombre popular.

## Transportes
Metro
- Estación de Diagonal

Bus
- H8 V17  6 7 16 17 22 24 33 34

Nitbus
- N4 N5